# Tiboldi Mária
Tiboldi Mária (Szolnok, 1939. április 20. – Velence, 2023. szeptember 8.) Jászai Mari-díjas magyar színésznő, a Budapesti Operettszínház és a Halhatatlanok Társulatának örökös tagja.

## Életpálya
Szolnokon született, de 1949-től Budapesten járt iskolába. "1961-ben kitüntetéssel diplomáztam az első, 1957-ben indított zenés osztályban a Színház- és Filmművészeti Főiskolán." Először a Szegedi Nemzeti Színházhoz szerződött, ahol játszott operettet, operát, prózát. 1963-tól a Fővárosi Operettszínház tagja.
1966-ban külföldre szerződött, 

„...tíz évet német nyelvterületen vendégszerepeltem, sztár lettem, primadonna, az első nő, Berlinben, Münchenben, Salzburgban… Ennek ellenére egy űzött, hajszolt nő – ha az emberi oldalát nézem –, aki konzuli útlevéllel, állandó sorban állással a követségen várja a vízumát, hogy hazajöhessen a kisfiához. Az osztrák és magyar vonatokon a kalauzok és vámosok név szerint ismertek, de az ottani és az itthoni bánásmódban bizony minőségi különbségek voltak. A Kádár-korszak szigora rám is vonatkozott, ahogyan átléptem a határt, minden alkalommal be- és ki kellett jelentkeznem a rendőrségen, ki tudja, hányszor. Arra, hogy itthon is szerepelhessek, nem kaptam lehetőséget. Kint, Nyugaton, sikeres voltam, nemzetközileg elismert, én voltam „a Tiboldi”.”

 Előbb a berlini Theater des Westens, 1968-tól a salzburgi Landestheater, 1972-től a bécsi Raimund Theater primadonnája volt. 1976 óta ismét a Fővárosi Operettszínház művésznője volt, 2003-ig. 

„"Vámos László bízott bennem....Visszakaptam a magyar szó, az anyanyelvi játszás örömét. Ez leírhatatlan boldogság."”

Született primadonna, varázsa, megjelenése, személyisége fejlett ének- és játékkultúrával párosul. Sokat vendégszerepelt külföldi színpadokon, tévéjátékokban, gálaesteken, show-műsorokban, játszott és énekelt németül. Vendégművészként itthon, a Veszprémi Petőfi Színházban eljátszhatta Mária szerepét A régi nyár című zenés játékban, melyet Rátonyi Róbert rendezett, de fellépett a Ruttkai Éva Színházban is, ahol Arankát alakította a Hyppolit, a lakáj című darabban. Abonyi Beáta: Marica címmel könyvet írt róla. Műsorvezetőként többször láthatták a nézők, rendezőként és darabok átírójaként is olvashattuk nevét stáblistákon. 1986-ban Jászai Mari-díjas lett, és 1996-tól a Budapesti Operettszínház örökös tagja. 2018-ban jelent meg önéletrajzi könyve: Művészbejáró címmel.

## Díjai, elismerései
- Maritim-díj – A Spanyol Rádió nagydíja (1975)
- Tv-nívódíj (1984)
- Jászai Mari-díj (1986)
- Robert Stolz ünnepi játékok – Aranymedália
- A Budapesti Operettszínház örökös tagja (1996)
- Velencéért Emlékérem (2012)
- Örökös tag a Halhatatlanok Társulatában (2021)

## Fontosabb színházi szerepei
- Heltai Jenő: A Tündérlaki lányok... Olga
- Fényes Szabolcs – Harmath Imre: Maya... Maya
- Ábrahám Pál: Viktória... Viktória
- Kálmán Imre: Csárdáskirálynő... Szilvia (Szovjetunió, Bécs, Bad Ischl, Klagenfurt, München, Frankfurt, Japán)
- Kálmán Imre: A cirkuszhercegnő... Fedora (Theater des Westens – Berlin, Klagenfurt)
- Kálmán Imre: Marica grófnő...Marica (München, Moszkva)
- Lehár Ferenc: A mosoly országa... Liza (Brassó, Bukarest, Koblenz)
- Lehár Ferenc: A víg özvegy... Glavári Hanna (München, Bad Ischl, Japán)
- Lehár Ferenc: Cigányszerelem... Kőrösházy Ilona (Bad Ischl, Tours, Frankfurt)
- Lehár Ferenc: Cárevics... Szonja (Salzburg)
- Jacobi Viktor: Sybill... Sybill (München)
- Leo Fall: Madame Pompadour... Madame Pompadour (Festspielhaus – Salzburg, Klagenfurt)
- Leo Fall: Sztambul rózsája... Konja Gül (Bad Ischl, Staatstheater Baden bei Wien)
- Nico Dostal: Clivia... Clivia (Landestheater Salzburg)
- Johann Strauss: Egy éj Velencében... Anina (München, Mörbisch am See)
- Johann Strauss: A denevér... Rosalinda (Bécs)
- Franz von Suppé: Boccaccio... Beatrice
- Huszka Jenő: Mária főhadnagy... Antónia
- Nyikolaj Sztrelnyikov: Violetta... Violetta
- Robert Stolz ünnepi játékok: Vénus in Seide
- Robert Stolz ünnepi játékok: Der Tanz ins Glück
- Lajtai Lajos – Békeffi István: A régi nyár... Mária (Veszprémi Petőfi Színház)
- Richard Rodgers – Oscar Hammerstein – Howard Lindsay – Russel Crouse: A muzsika hangja... Zárdafőnökasszony
- Szakcsi Lakatos Béla – Csemer Géza: Dobostorta... Erzsébet Királyné
- Lehár Ferenc – Békeffi István – Kellér Dezső – Gábor Andor – Szenes Iván: Luxemburg grófja... Madamme Fleury
- Zágon István – Nóti Károly: Hyppolit, a lakáj... Aranka (Ruttkai Éva Színház)

## Filmek, tv-játékok, zenés műsorok
- Mit csinált felséged 3-tól 5-ig? (1964)
- Die ungarische Hochzeit (1969)
- Zauber der Melodie (1969)
- Giuditta (Freunde das Leben ist lebenswert) (1970)
- Der Opernball (1971)
- Drei mal neun (német sorozat) 3. rész (1972)
- Maske in Blau
- Frau Luna
- Zum blauen Bock (német sorozat, 1972)
- Schlagerfestival 1929 (1974)
- "Von der Puszta will ich traumen" tv-műsor Magyarországról
- Sonntags Konzert: Jaj Kálmán, Bruderherz élő egyenes adás műsorvezetője (magyar-német osztrák koprodukció)
- Operettkarnevál műsorvezetője (magyar-német osztrák koprodukció)
- Ungarische Hochzeit (osztrák-német-svájci koprodukció)
- Auf immer und ewig (osztrák tv-játék sorozat)
- Zene az életem (önálló tv-show, vendég: Miller Lajos) (1983)
- Leo Fall: Pompadour (1985)
- A nemzet csalogánya – Képek Blaha Lujza életéből (1985)
- Három a kislány (Zenés TV színház) (1986)
- "Nem történt semmi..." (zenés összeállítás)
- Hanussen (1988)

## Előadóest
- A nemzet csalogánya: címszerep (Blaha Lujza) (Korona Pódium)
- Francia polonéz (George Sand) (Fővárosi Operettszínház)

## Önálló est
- Hölgy Rózsaszínben (Alpár Gittáról) (vendégszereplés: Izrael)

## Rendezései
- Mágnás Miska (Sziget Színház)
- Bob herceg (Velencei nyári zenés esték)

## Könyve
- Tiboldi Mária: Művészbejáró (2018, Velence Városgazdálkodási Kft.) ISBN 9789631299861

## Könyv róla
- Abonyi Beáta: Marica. Primadonna prózában; Szépíró, Bp., 1991 ISBN 963-7916-02-4

## Albumai (hanglemezek, CD, kazetta)
- Maria Tiboldi – Mein Herz schlägt für Dich – CBS Records (LP) S 64606 (1971)
- Maria Tiboldi – Zigeunerparty – CBS Germany (LP) S 67297 (1972)
- Maria Tiboldi – Ich bin verliebt – (LP) CBS – Germany S 65537 (1973)
- Maria Tiboldi – Zigeunerparty (Gypsy Party) CBS – Israel (cat no: 65603) (1974)
- Maria Tiboldi – Von der Puszta will ich träumen (Volksweisen und Zigeunerlieder aus Ungarn) (LP) CBS 80332 (1974)
- Maria Tiboldi – Heut kann es kosten soviel es will (7", Single) Isarton 1C 006-42 148	(1974)
- Maria Tiboldi – Maria Tiboldi Germany (LP) Isarton Musikproduktion, Music For Pleasure 1C 048-42 194 (1976)
- Maria Tiboldi, Joachim Kraus – Niemand liebt dich so wie ich (LP)	Leico Records	LEICO-8140
- Paul Lincke: Frau Luna (LP) Sonocord – 26 550-4 Germany (1987)
- Tiboldi Mária – Szép álom, szállj a szívemre HCD16854 Hungaroton
- Örökzöldek Operettek énekel Tiboldi Mária (Show Service, kazetta)

## Származása
| Tiboldi Mária (Szolnok, 1939. ápr. 20.) | Apja: Tiboldi Tibor Ernő (Szolnok, 1912. szept. 9.– 1967. szept. 23.) testnevelő tanár | Apai nagyapja: Tiboldi Gyula (Székelykeresztúr, 1886. dec. 22. – ?) gimnáziumi tanár | Apai nagyapai dédapja: Telman József (1841 – Székelykeresztúr, 1911. szept. 19.)       |
| Tiboldi Mária (Szolnok, 1939. ápr. 20.) | Apja: Tiboldi Tibor Ernő (Szolnok, 1912. szept. 9.– 1967. szept. 23.) testnevelő tanár | Apai nagyapja: Tiboldi Gyula (Székelykeresztúr, 1886. dec. 22. – ?) gimnáziumi tanár | Apai nagyapai dédanyja: Erdősz Karolina                                                |
| Tiboldi Mária (Szolnok, 1939. ápr. 20.) | Apja: Tiboldi Tibor Ernő (Szolnok, 1912. szept. 9.– 1967. szept. 23.) testnevelő tanár | Apai nagyanyja: Kiss Ilona Karolina (Szolnok, 1890. máj. 21. – ?)                    | Apai nagyanyai dédapja: Kiss Sándor (Igló, 1853 – ?)                                   |
| Tiboldi Mária (Szolnok, 1939. ápr. 20.) | Apja: Tiboldi Tibor Ernő (Szolnok, 1912. szept. 9.– 1967. szept. 23.) testnevelő tanár | Apai nagyanyja: Kiss Ilona Karolina (Szolnok, 1890. máj. 21. – ?)                    | Apai nagyanyai dédanyja: Dózsa Anna Rozália (Pest, 1856 – ?)                           |
| Tiboldi Mária (Szolnok, 1939. ápr. 20.) | Anyja: Németh Mária Magdolna (Mende, 1912. nov. 6. – ?)                                | Anyai nagyapja: Németh Gyula (Mezőtúr, 1885. okt. 8. – Budapest, 1959. okt. 7.)      | Anyai nagyapai dédapja: Németh Gyula (Gyerk, 1858. – (Mezőtúr, 1895. dec. 15.)         |
| Tiboldi Mária (Szolnok, 1939. ápr. 20.) | Anyja: Németh Mária Magdolna (Mende, 1912. nov. 6. – ?)                                | Anyai nagyapja: Németh Gyula (Mezőtúr, 1885. okt. 8. – Budapest, 1959. okt. 7.)      | Anyai nagyapai dédanyja: Sepsi Eszter (Mezőtúr, 1866. okt. 19. – ?)                    |
| Tiboldi Mária (Szolnok, 1939. ápr. 20.) | Anyja: Németh Mária Magdolna (Mende, 1912. nov. 6. – ?)                                | Anyai nagyanyja: Csekő Mária (Békésszentandrás, 1893. szept. 30. – ?)                | Anyai nagyanyai dédapja: Csekő Géza (Mezőtúr, 1869. dec. 16. – Mezőtúr, 1902. jan. 1.) |
| Tiboldi Mária (Szolnok, 1939. ápr. 20.) | Anyja: Németh Mária Magdolna (Mende, 1912. nov. 6. – ?)                                | Anyai nagyanyja: Csekő Mária (Békésszentandrás, 1893. szept. 30. – ?)                | Anyai nagyanyai dédanyja: Sinka Anna (Békésszentandrás, 1872. ápr. 8. – ?)             |